# Вулиця Рафала Лемкіна
Вулиця Рафала Лемкіна — вулиця у Шевченківському районі міста Львова, місцевість Замарстинів. Пролягає від вулиці Замарстинівської углиб забудови, завершується глухим кутом. Прилучається вулиця Підрічна.

## Історія
Вулиця виникла у першій третині XX століття та у 1934 році отримала назву Малинова, яка була незмінною до грудня 2024 року. 19 грудня 2024 року Львівська міська рада ухвалила рішення про перейменування вулиці Малинової на честь науковця-правника, автора терміну «геноцид» Рафала Лемкіна, який під час навчання у Львівському університеті мешкав неподалік, в будинку на вулиці Замарстинівській, 21.

## Забудова
До вулиці було приписано декілька одноповерхових будинків 1930-х років у стилі конструктивізму. У 2016—2018 роках на місці одноповерхових будинків під № 8 та № 10 будівельною компанією «Глобус» зведений житловий комплекс «Меридіан», що складається з трисекційного семиповерхового житлового будинку з вбудованими приміщеннями комерційного призначення. Новозбудованому житловому будинку надано № 10. Під № 6 міститься одноповерховий офіс фірма «Берлин» (встановлення та обслуговування термообладнання, котлів, бойлерів тощо). На цій вулиці нині триває будівництво Центру реабілітації для людей, які пережили полон та тортури. 